# Fara ve Vršovicích
Fara ve Vršovicích v Praze 10 stojí v jádru starých Vršovic u kostela svatého Mikuláše na rohu Vršovického náměstí a ulice Borodinská. Je chráněna jako nemovitá kulturní památka České republiky; chráněna je fara, zahrada a tarasní zeď.

## Historie
Fara postavená v klasicistním stylu pochází z roku 1818.

## Popis
Patrová budova stojí ve svahu v těsné blízkosti kostela. Stavba na obdélném půdorysu je kryta valbovou střechou. Fasáda v průčelí je o deseti osách a na boční straně dvou osách. Patra odděluje pásová římsa, hlavní římsa je profilovaná. Okna má ohraničena šambránami. Interier je plochostropý. Na jižní straně přiléhá k faře malá zahrada.

## Další informace
V budově bývala kromě kromě fary také první vršovická škola.